# Charles Clement Johnston
Charles Clement Johnston (* 30. April 1795 bei Farmville, Prince Edward County, Virginia; † 17. Juni 1832 in Alexandria, Virginia) war ein US-amerikanischer Politiker. In den Jahren 1831 und 1832 vertrat er den Bundesstaat Virginia im US-Repräsentantenhaus.

## Werdegang
Charles Johnston war der ältere Bruder des Kongressabgeordneten und Generals der Konföderierten Staaten, Joseph E. Johnston (1807–1891), und der Onkel von US-Senator John W. Johnston (1818–1889). Er wurde zu Hause unterrichtet. Im Jahr 1811 zog er mit seinen Eltern in die Nähe von Abingdon. Nach einem anschließenden Jurastudium und seiner 1818 erfolgten Zulassung als Rechtsanwalt begann er dort in diesem Beruf zu arbeiten. In den 1820er Jahren schloss er sich der Bewegung um den späteren Präsidenten Andrew Jackson an und wurde Mitglied der von diesem 1828 gegründeten Demokratischen Partei.
Bei den Kongresswahlen des Jahres 1830 wurde Johnston im 22. Wahlbezirk von Virginia in das US-Repräsentantenhaus in Washington, D.C. gewählt, wo er am 4. März 1831 die Nachfolge von Joseph Draper antrat. Er konnte dieses Mandat aber nur bis zum 17. Juni 1831 ausüben. An diesem Tag ertrank er bei einem Unfall im Hafen von Alexandria. In der Folge wurde sein Vorgänger Draper zu seinem Nachfolger gewählt.